# Dexter Gordon
Dexter Gordon (Los Angeles, 27 de febrer de 1923 - Filadèlfia, 25 d'abril de 1990) fou un saxofonista tenor de jazz dels Estats Units. És considerat un dels primers saxofonistes de bebop. Una famosa fotografia de Herman Leonard amb Gordon fumant un cigarret durant una actuació al Royal Roost a Nova York el 1948 és una de les més importants icones gràfiques de la història del jazz.

## Biografia
Dexter Gordon va néixer i créixer a Los Angeles, on el seu pare era el metge de Duke Ellington i Lionel Hampton. Als 13 anys va començar a tocar el clarinet i a partir dels 15 es va passar al saxo alt i després al tenor.
Entre 1940 i 1943, Gordon entrà a la banda de Lionel Hampton, tocant a la secció de saxos al costat d'Illinois Jacquet i Marshall Royal. El 1943 feia els seus primers enregistraments com a líder, al costat de Nat King Cole i Harry Edison. Durant 1943-44 va aparèixer a les bandes de Louis Armstrong i Fletcher Henderson.
El 1945, Gordon s'establí a Nova York, on actuava i enregistrava amb Charlie Parker i també sota el seu propi nom. Gordon es va fer especialment famós com a virtuós pels seus duels amb el també saxofonista tenor i company seu, Wardell Gray, aquestes sessions eren una atracció viva popular del moment i les tenim documentades en uns quants àlbums entre el 1947 i el 1952.
La dècada dels 50 serà una època fosca per a Gordon, per problemes amb les drogues dels quals no es començarà a recuperar fins a principis dels 60, primer com a compositor, després com a líder, i finalment enregistrant alguns dels seus millors treballs per al segell Blue Note.
L'any 1962 viatja a Europa, establint-se a Copenhaguen i participant en els festivals més importants del continent, al costat de jazzmen europeus, com ara Tete Montoliu o amb músics nord-americans de pas, com el bateria Steve McCall.
L'any 1976 va tornar als Estats Units reapareixent al famós club Village Vanguard de Nova York aconseguint un important reconeixement.
L'any 1986 va tornar a Europa per a protagonitzar la pel·lícula de Bertrand Tavernier Al voltant de mitjanit, essent nominat a un Oscar al millor actor per la seva interpretació.
Dexter Gordon va viatjar diverses vegades a Catalunya on va conèixer Tete Montoliu, amb qui va col·laborar en les seves estades europees i participant en dues ocasions al Festival de Jazz Terrassa els anys 1981 i 1982.

## Estil
Sovint es qualifica el so de Gordon de gran i espaiosos (fet que es pot relacionar amb la seva gran estatura física), i la seva característica tendència a tocar per darrere del pols. Una de les seves influències essencials fou Lester Young. En canvi ell fou una primera influència per a John Coltrane durant els anys 1940 i 1950. Tanmateix, la manera de tocar de Coltrane, de mitjans dels anys 50 i principis dels 60 influirà en l'estil de Gordon de llavors cap endavant. Les similituds en els seus estils inclouen les sonoritats transparents, intenses, metàl·liques, la seva tendència a enfilar-se cap als aguts, la seva habilitat amb la canya i amb el seu swing. Una de les particularitats de Gordon era el fet de recitar el text de cada balada abans de tocar-la.

## Selecció discogràfica
- Dexter Calling (1961), Blue Note
- A Swingin' Affair (1962), Blue Note
- Go! (1962), Blue Note
- A Day in Copenhagen (1969), Verve
- Biting the Apple (1976) Steeple Chase
- Homecoming: Live at the Village Vanguard (1976) Columbia
- Round midnight (1986), CBS (banda sonora de la pel·lícula Al voltant de mitjanit)

## Filmografia
- Al voltant de mitjanit de Bertrand Tavernier (1986)